# Paul Chabas

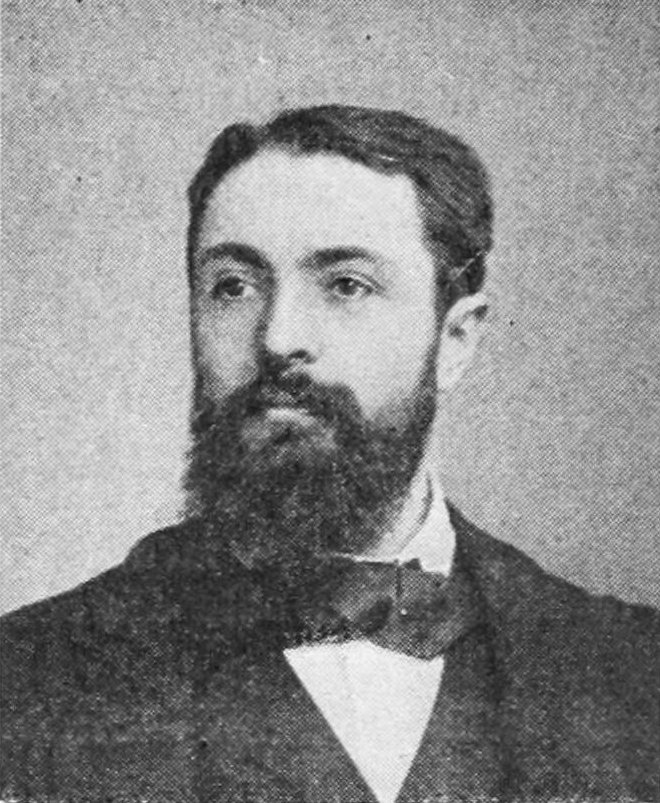
Paul Chabas

Paul Émile Joseph Chabas (Nantes, 7 maart 1869 – Parijs, 10 mei 1937) was een Frans kunstschilder.

## Leven en werk
Chabas studeerde aan de Académie des Beaux-Arts en de Académie Julian, bij William Bouguereau en Tony Robert-Fleury. Hij exposeerde voor het eerst in de Salon de Paris in 1890. In 1900 kreeg hij een gouden medaille op de wereldtentoonstelling te Parijs in 1900. Later maakte hij reizen naar Noorwegen, Griekenland en Algerije.
Een belangrijk thema in het werk van Chabas is het jonge (naakte) meisje in een natuurlijke omgeving. Zijn bekendste werk is Matinée du septembre (1912). Matinée du septembre werd voor het eerst tentoongesteld in de Salon de Paris in 1912, maar veroorzaakte een jaar later een schandaal bij expositie in de Verenigde Staten, vanwege 'immoraliteit'. Chabas maakte ook naam als portretschilder en illustrator van boeken, onder meer van Paul Bourget en Alfred de Musset.
Chabas werd onderscheiden met het Franse Legioen van Eer. Van 1925 tot 1935 was hij voorzitter van de Société des Artistes Français. Hij overleed in 1937 te Parijs op 68-jarige leeftijd.

## Galerij

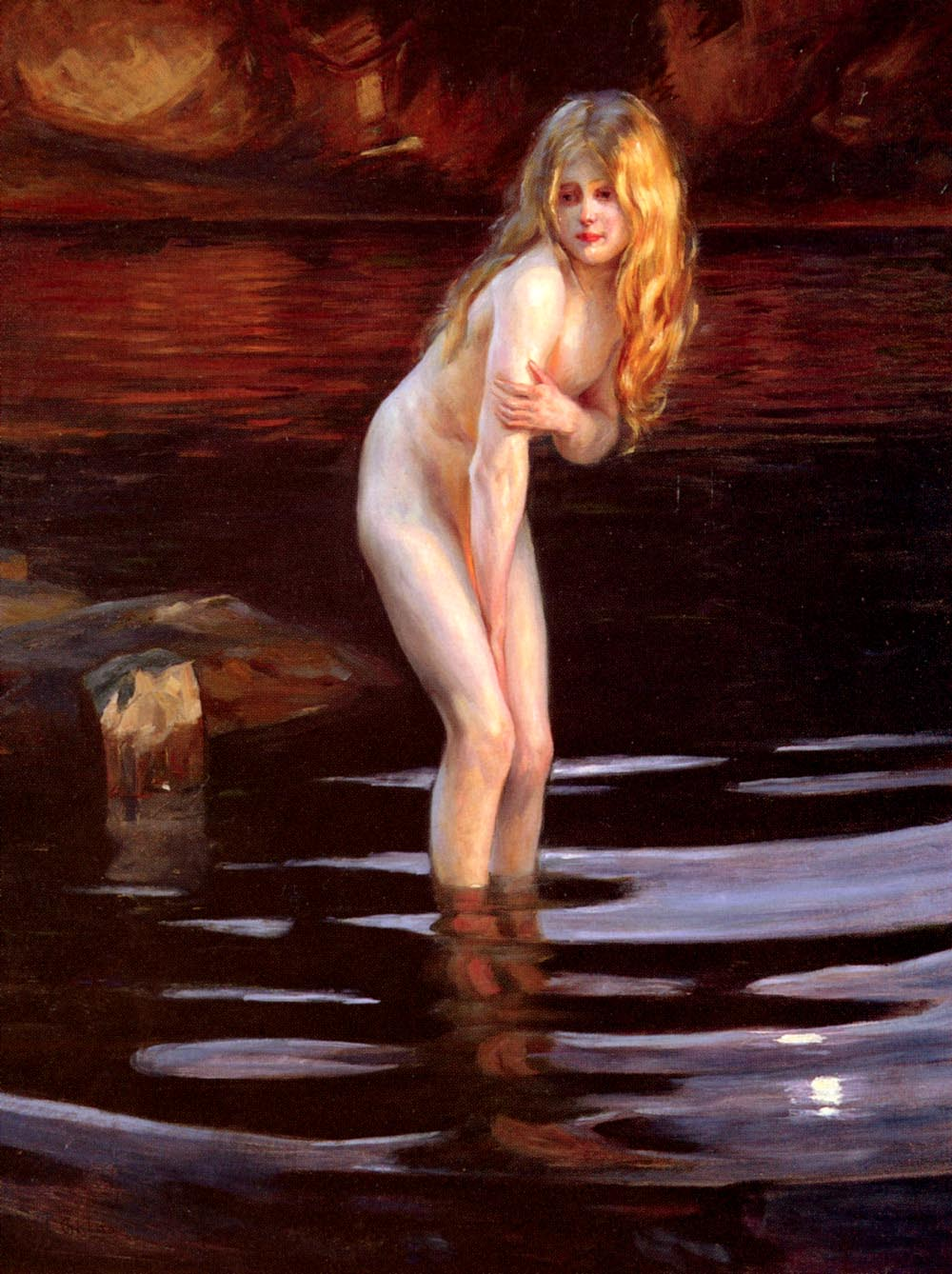
La Baigneuse
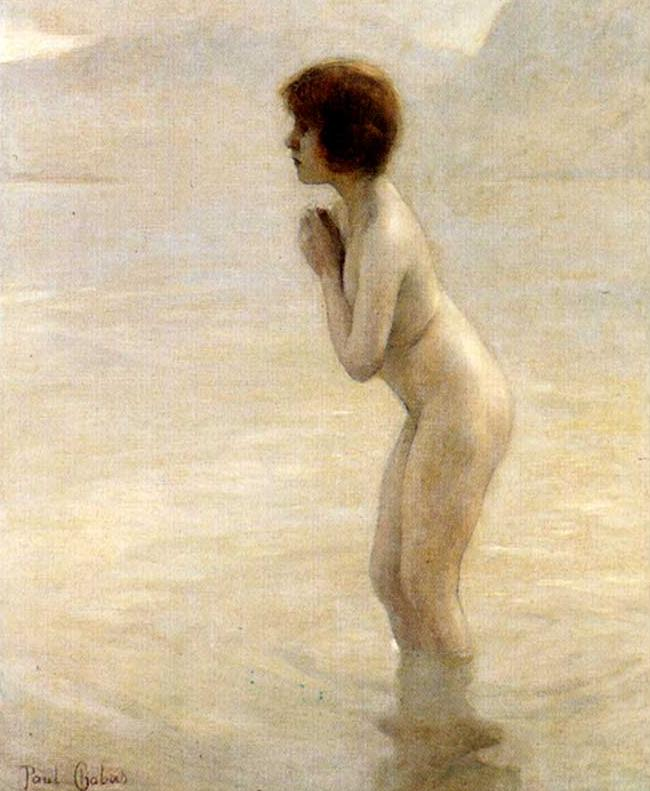
Bruma Matinale
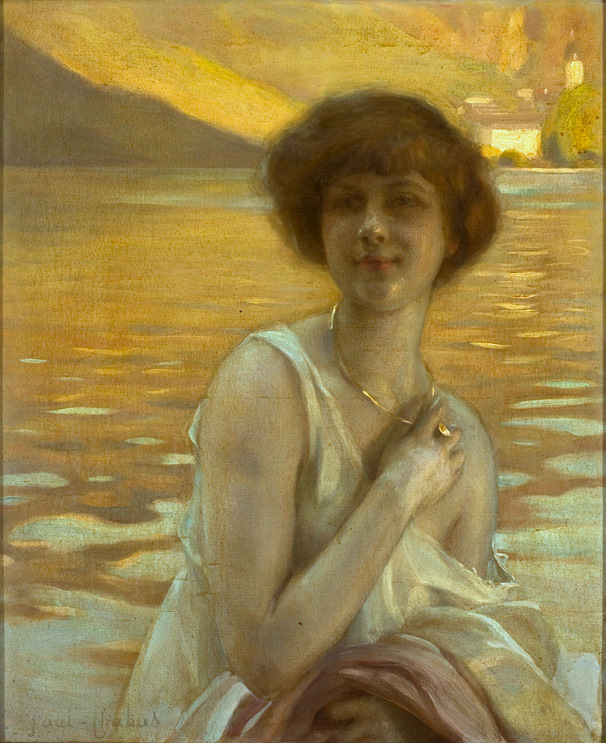
Portrait d'une femme, 1898
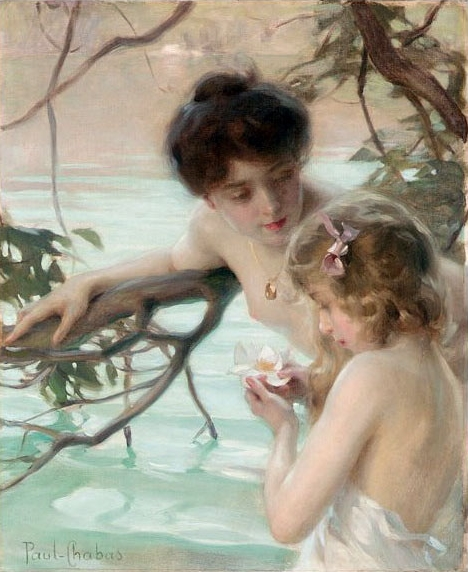
Mère et fille au bain
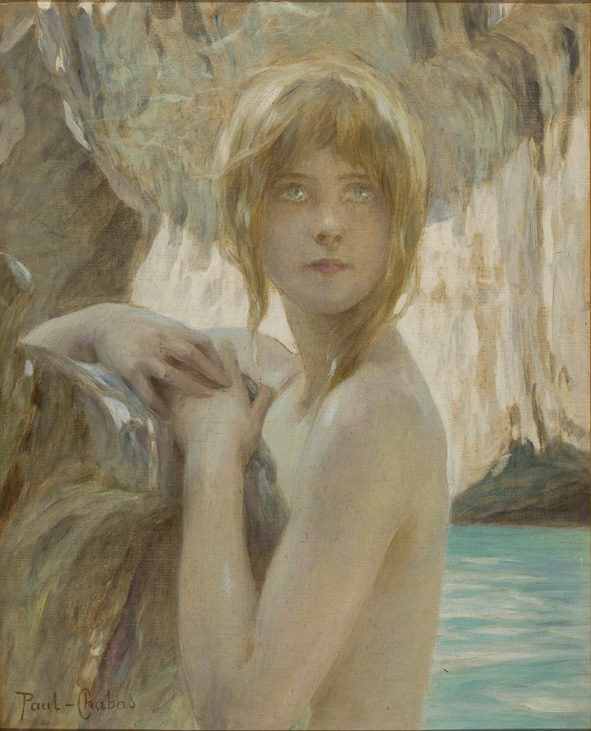
Ninfa Loira
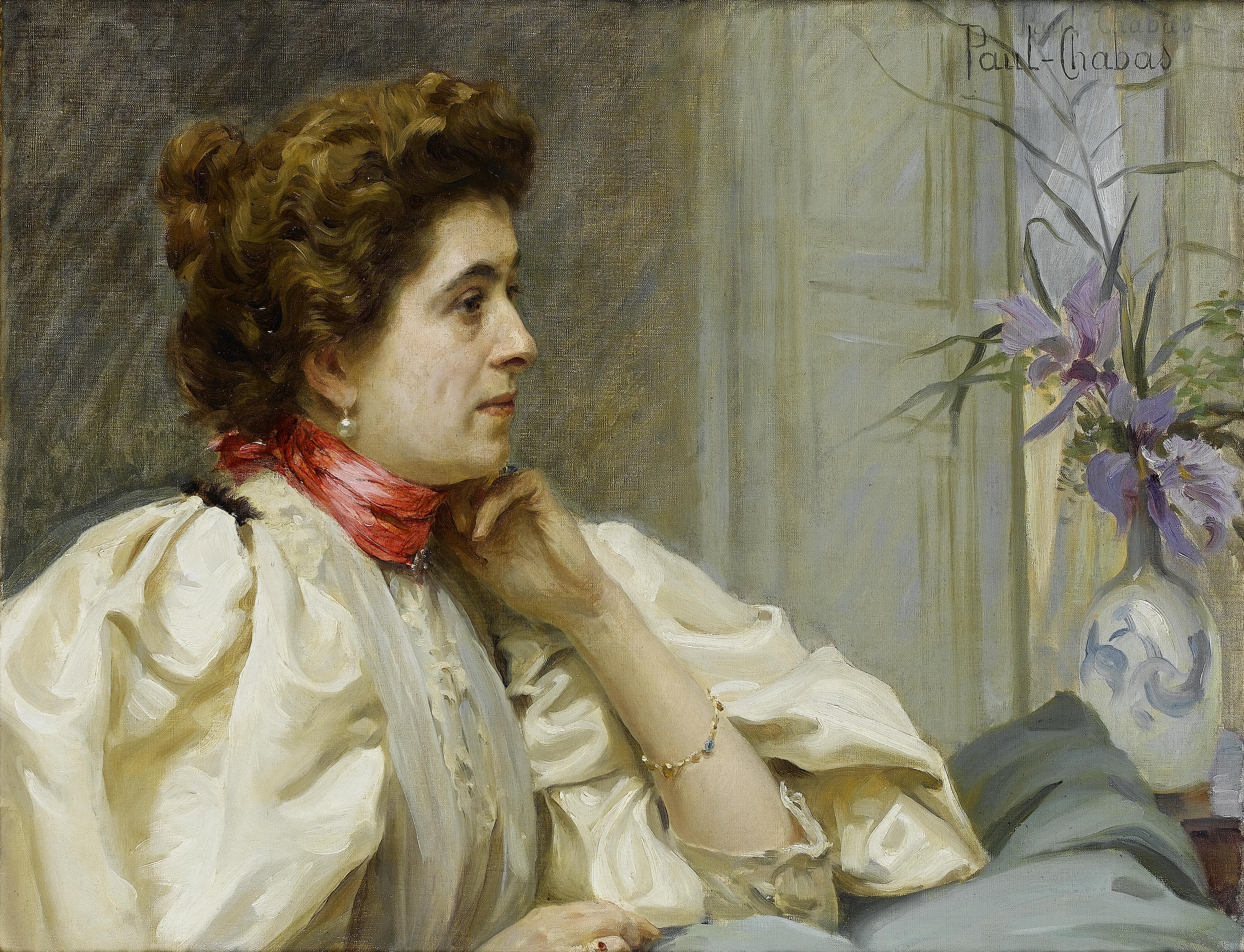
Portrait d'une dame avec un foulard rouge
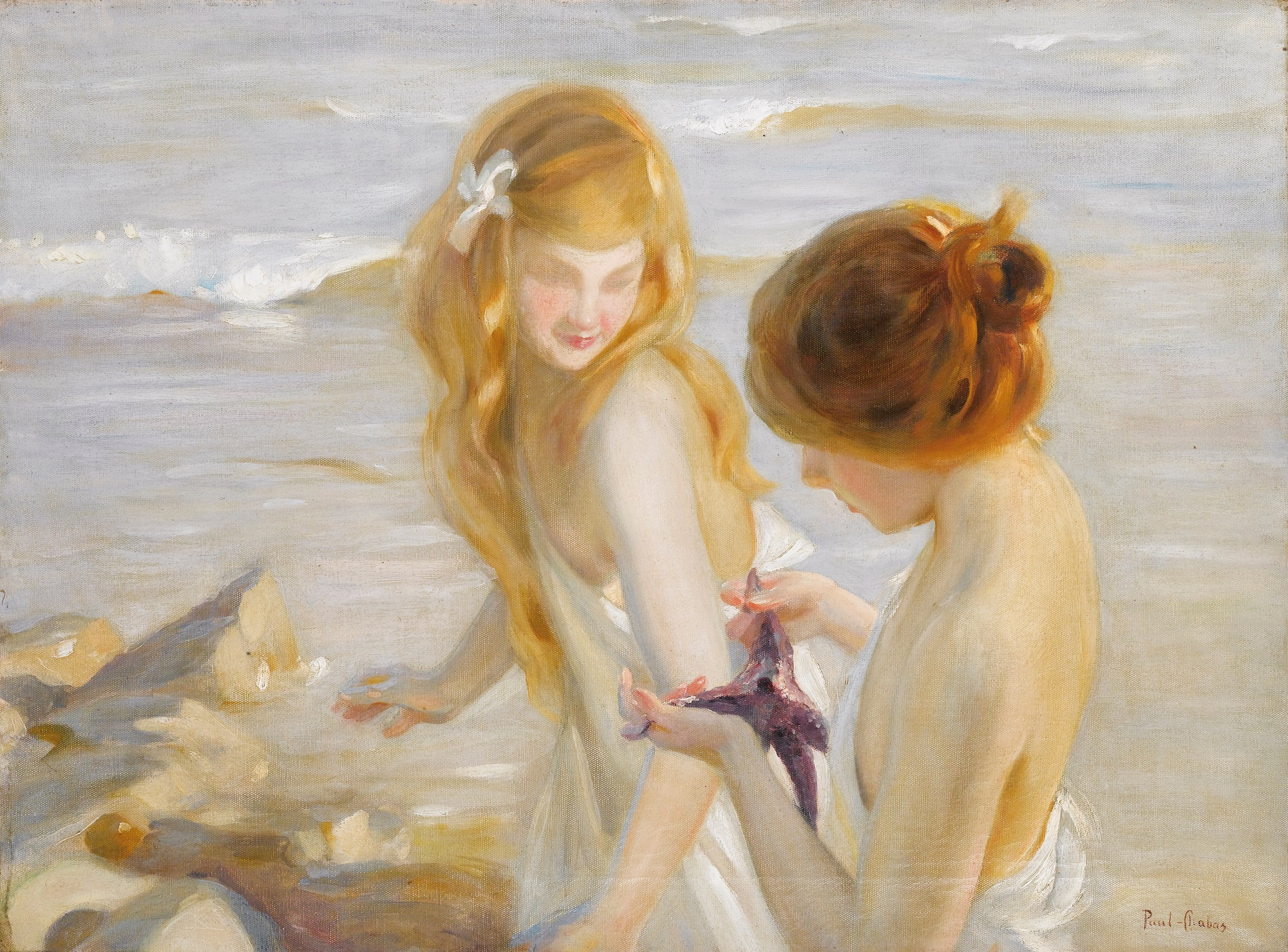
Deux jeunes Filles à l'Étoile de Mer
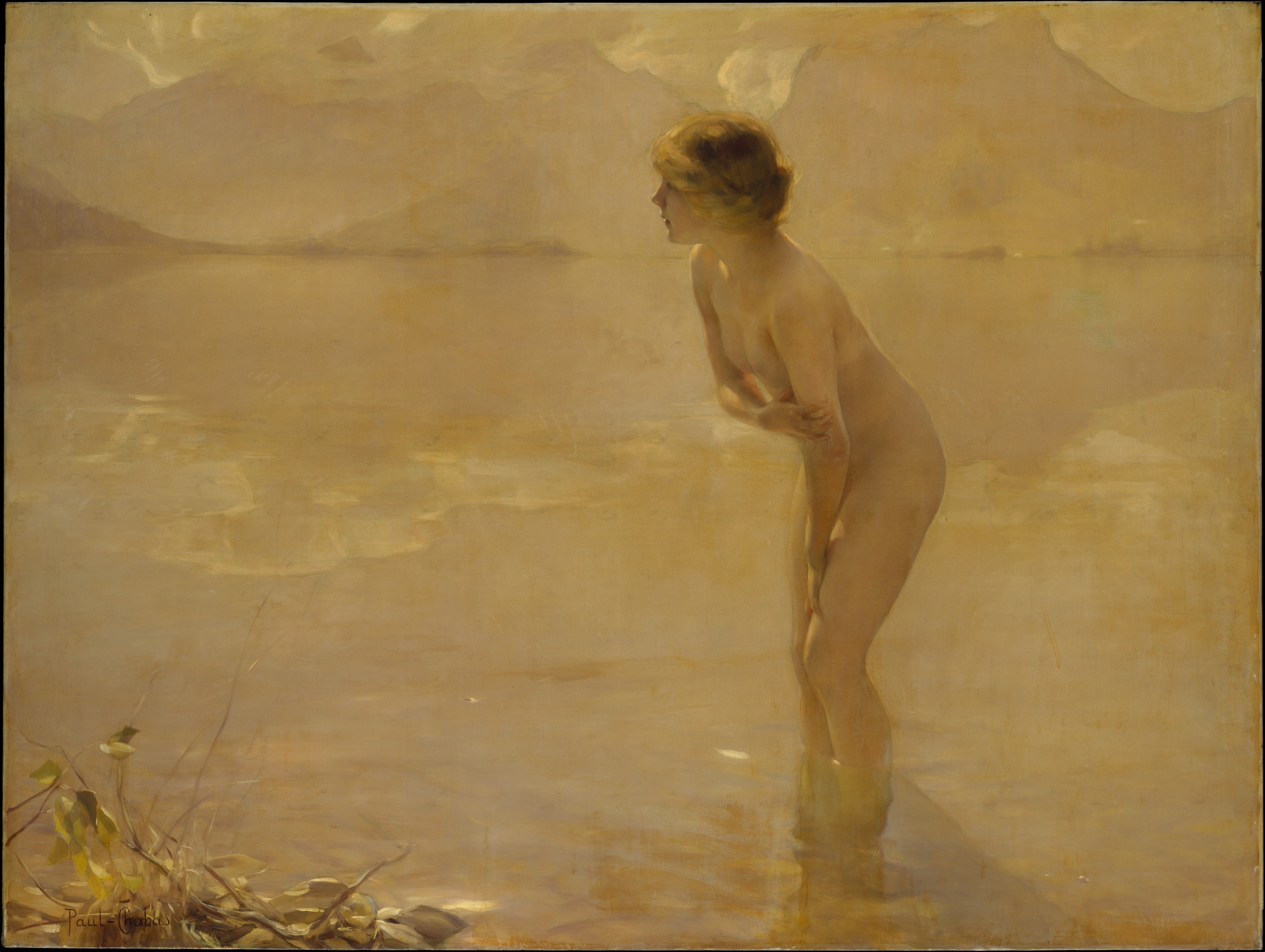
Matinée de septembre, 1912
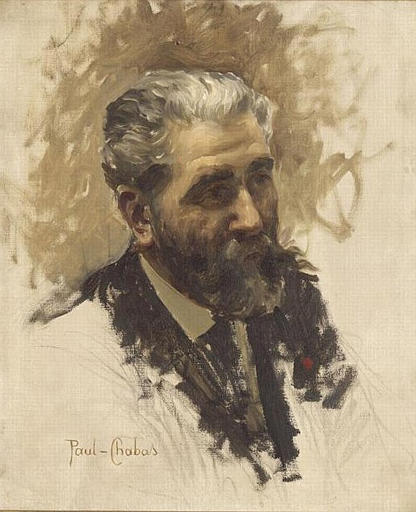
José-Maria de Heredia, 1895
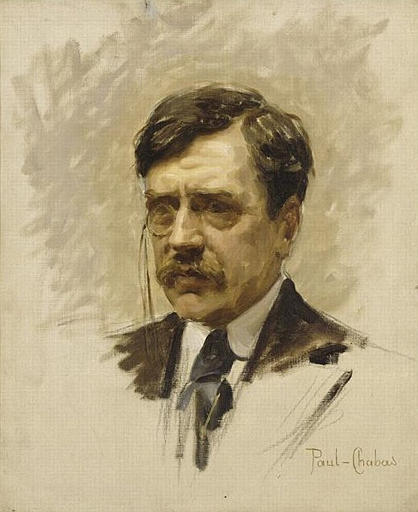
Paul Bourget, 1895